# Torre dei Ghiberti
La torre dei Ghiberti, o delle Vedove, si trova in via del Corso 48 rosso, angolo via Sant'Elisabetta a Firenze. 

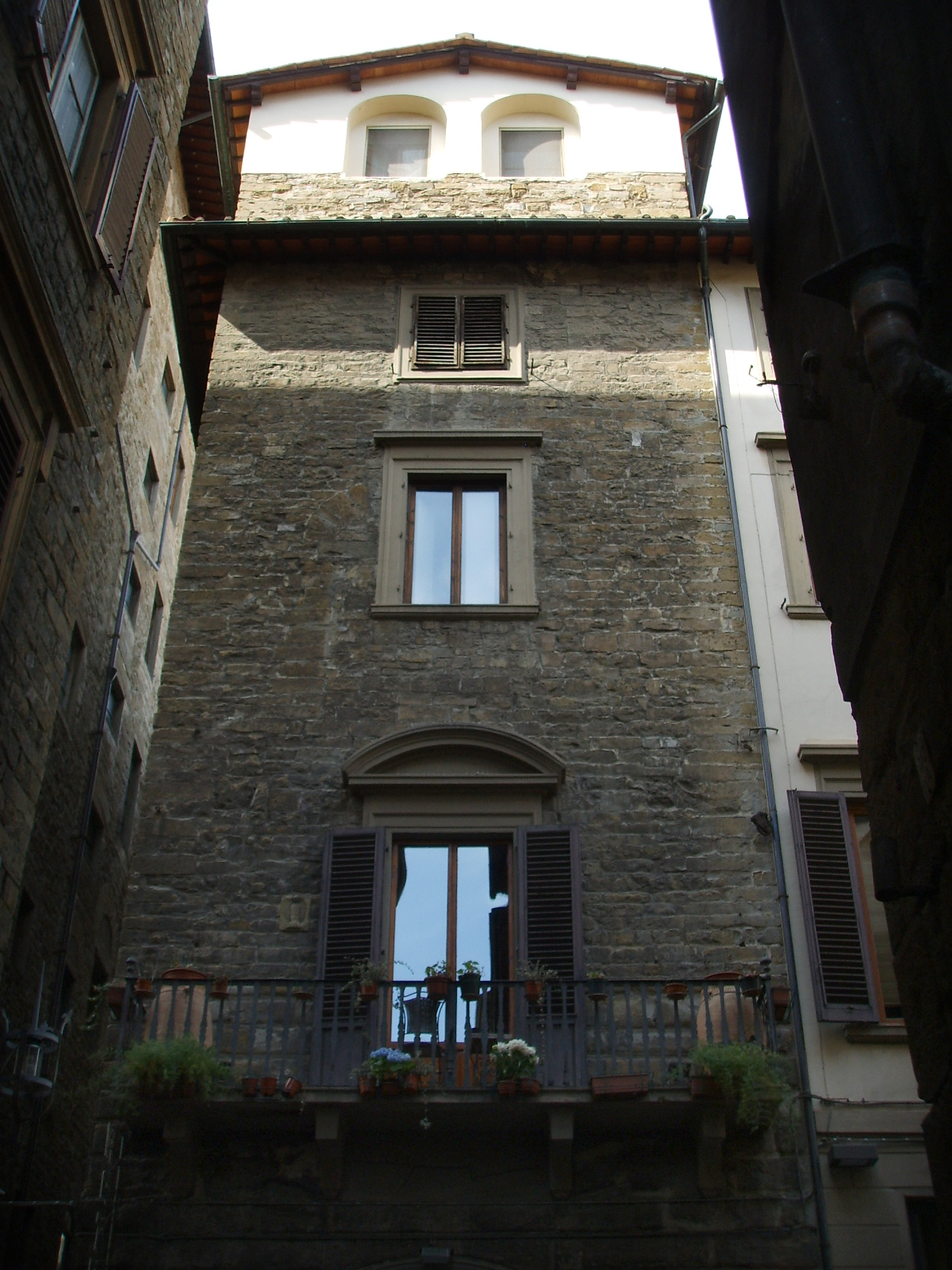
La parte superiore della torre

La torre duecentesca apparteneva inizialmente alla consorteria di Adimari, Caviccioli, Erbolotti, ecc. e entrò nelle proprietà della famiglia Ghiberti nel 1259, con documenti di compravendita di altre porzioni fino al 1427. 
Entro quella data la torre originaria ed alcuni edifici limitrofi erano stati trasformati nel presente "palagio" a base rettangolare, di sviluppo prevalentemente verticale, con un pian terreno caratterizzato da grosse bozze di pietraforte, regolari nel taglio e che sembrano preannunciare il bugnato, dove si apre un grande portone ad arco più tardo, così come il soprastante terrazzino con balaustra in ferro battuto e portale timpanato, non anteriore al XVII secolo. Ai piani superiori il rivestimento diventa il tipico filaretto in pietra, dove si aprono, sul prospetto principale, due finestre rettangolari allineate verticalmente; oltre una prima gronda sporgente, al livello degli edifici limitrofi, si innalza un'altana con tetto a doppio spiovente e due monofore. 
La torre, dove nel XIV secolo abitò anche lo scultore e orafo Lorenzo Ghiberti (che aveva però la sua bottega in Borgo Allegri) venne rimaneggiata nel XX secolo, quando venne tolto l'intonaco scoperta la pietra.